# Follow Me (Uncle Kracker)
Follow Me è un singolo del cantante statunitense Uncle Kracker, pubblicato il 6 novembre 2000 come primo estratto dal primo album in studio Double Wide.
Il brano è stato scritto da Matthew Shafer e Michael Bradford e prodotto da quest'ultimo assieme a Kid Rock.

## Tracce
CD Singolo (Europa)
1. Follow Me (Radio) – 3:37
2. Follow Me (DJ Homicide Remix) – 3:28
3. Follow Me (Album) – 3:35

- Extras: Follow Me (Video) 3:50

12" (Europa)
- Side A

1. Follow Me (Album Version) – 3:38
2. Follow Me (Acapella) – 3:21

- Side B

1. Follow Me (Ultimix Remix) – 5:51
2. Follow Me (Album Instrumental) – 3:38

## Classifiche

### Classifiche settimanali
| Classifica (2001) | Posizione massima |
| ----------------- | ----------------- |
| Australia         | 1                 |
| Austria           | 1                 |
| Belgio (Fiandre)  | 25                |
| Belgio (Vallonia) | 52                |
| Danimarca         | 1                 |
| Francia           | 91                |
| Germania          | 1                 |
| Irlanda           | 1                 |
| Norvegia          | 6                 |
| Nuova Zelanda     | 1                 |
| Paesi Bassi       | 30                |
| Regno Unito       | 3                 |
| Stati Uniti       | 5                 |
| Svezia            | 1                 |
| Svizzera          | 3                 |

### Classifiche di fine anno
| Classifica (2001) | Posizione |
| ----------------- | --------- |
| Australia         | 49        |
| Austria           | 8         |
| Germania          | 8         |
| Irlanda           | 16        |
| Nuova Zelanda     | 6         |
| Svezia            | 11        |
| Svizzera          | 31        |